# Năng lượng hóa học
Năng lượng hóa học là tiềm năng của một chất hóa học trải qua quá trình biến đổi thông qua phản ứng hóa học để biến đổi các chất hóa học khác. Các ví dụ bao gồm pin, thực phẩm, xăng dầu, v.v... Phá vỡ hoặc tạo ra liên kết hóa học liên quan đến năng lượng, mà có thể được hấp thụ hoặc phát triển từ một hệ thống hóa học.
Năng lượng có thể được giải phóng hoặc hấp thụ do phản ứng giữa một tập hợp các chất hóa học bằng với chênh lệch giữa hàm lượng năng lượng của sản phẩm và chất phản ứng, nếu nhiệt độ ban đầu và nhiệt độ cuối cùng là như nhau. Sự thay đổi năng lượng này có thể được ước tính từ năng lượng liên kết của các liên kết hóa học khác nhau trong các chất phản ứng và sản phẩm. Nó cũng có thể được tính từ, năng lượng bên trong của sự hình thành các phân tử chất phản ứng, và   năng lượng bên trong của sự hình thành các phân tử sản phẩm. Sự thay đổi năng lượng bên trong của một quá trình hóa học bằng nhiệt lượng trao đổi nếu nó được đo trong các điều kiện có thể tích không đổi và nhiệt độ ban đầu và nhiệt độ cuối cùng bằng nhau, như trong một thùng chứa kín như nhiệt lượng kế bom. Tuy nhiên, trong điều kiện áp suất không đổi, như trong các phản ứng trong các mạch mở ra khí quyển, sự thay đổi nhiệt đo được không phải lúc nào cũng bằng sự thay đổi năng lượng bên trong, bởi vì công việc thể tích áp suất cũng giải phóng hoặc hấp thụ năng lượng. (Sự thay đổi nhiệt ở áp suất không đổi được gọi là thay đổi entanpi; trong trường hợp này là entanpy của phản ứng, nếu nhiệt độ ban đầu và cuối cùng bằng nhau).
Một thuật ngữ hữu ích khác là nhiệt của quá trình đốt cháy, đó là năng lượng chủ yếu của các liên kết đôi yếu của oxy phân tử  được giải phóng do phản ứng đốt cháy và thường được áp dụng trong nghiên cứu nhiên liệu. Thực phẩm tương tự như các nhiên liệu hydrocarbon và carbohydrate, và khi nó bị oxy hóa thành carbon dioxide và nước, năng lượng được giải phóng tương tự như nhiệt của quá trình đốt cháy (mặc dù năng lượng này không được đánh giá giống như nhiên liệu hydrocarbon - xem năng lượng thực phẩm).
Thế năng hóa học là một dạng năng lượng tiềm năng liên quan đến sự sắp xếp cấu trúc của các nguyên tử hoặc phân tử. Sự sắp xếp này có thể là kết quả của các liên kết hóa học trong một phân tử hoặc cách khác. Năng lượng hóa học của một chất hóa học có thể được chuyển đổi thành các dạng năng lượng khác bằng phản ứng hóa học. Ví dụ, khi nhiên liệu bị đốt cháy, năng lượng hóa học của oxy phân tử được chuyển thành nhiệt, và tương tự là trường hợp tiêu hóa thức ăn được chuyển hóa trong cơ thể sinh vật. Thực vật xanh biến đổi năng lượng Mặt Trời thành năng lượng hóa học (chủ yếu là oxy) thông qua quá trình quang hợp và năng lượng điện có thể được chuyển đổi thành năng lượng hóa học và ngược lại thông qua các phản ứng điện hóa.